# Номенклатура гетероциклических соединений
Номенклатура гетероциклических соединений — совокупность систем наименования гетероциклических соединений. В настоящее время для этих веществ ИЮПАК приняты несколько номенклатурных систем: тривиальная номенклатура гетероциклов, номенклатура Ганча — Видмана и заменительная номенклатура.
ИЮПАК рекомендует использование номенклатуры Ганча — Видмана и допускает использование некоторых тривиальных названий. Несмотря на то, что традиционно тривиальные названия пользуются большой популярностью, их использование сильно ограничено, в том числе при построении более сложных названий производных соединений.

## Тривиальная номенклатура

Структурная формула 2-фуранкарбальдегида — фурфурола

Тривиальные названия гетероциклических соединений основаны, как правило, на обстоятельствах обнаружения этих веществ (источник, характерные свойства и др.). Например, метилпиридины имеют тривиальное название «пиколины» (от лат. picatus — покрытый дёгтем), поскольку они были выделены из каменноугольной смолы. Название «фурфурол» происходит от лат. furfur — отруби, что также указывает на источник данного соединения. Пиррол получил своё название как характеристику красного цвета, который приобретает сосновая щепка при погружении в соляную кислоту (др.-греч. pyr — огонь).
Эти названия не несут информации о строении гетероциклов, и от них постепенно отказываются. Тем не менее ИЮПАК признаёт 47 тривиальных названий, которые могут быть использованы для составления названий более сложных конденсированных гетероциклов, и ещё 14 тривиальных названий, которые для этой цели не используются.
Особым случаем является номенклатура некоторых важных классов природных гетероциклических соединений (углеводов и их производных, тетрапирролов и корриноидов), основанная на тривиальных названиях и кодифицируемая совместной комиссией ИЮПАК и Международного Союза биохимии и молекулярной биологии (IUBMB).

## Номенклатура Ганча — Видмана
В 1887 и 1888 годах Ганчем и Видманом независимо были предложены правила именования азотсодержащих пяти- и шестичленных моноциклических гетероциклов. Несмотря на разницу в деталях (порядок старшинства гетероатомов и указания позиций в цикле), обе номенклатуры основывались на одном и том же принципе: сочетание префиксов, указывающих на гетероатом, с основой, обозначающей размер цикла. Эти принципы, дополненные указанием степени ненасыщенности циклов, легли в основу современного варианта номенклатуры Ганча — Видмана, принятой ИЮПАК в 1940 году и с тех пор претерпевшей несколько редакций.
В настоящее время разработаны приставки для обозначения различных гетероатомов, в том числе, металлов. Они образуются от названий элементов оканчиваются на -а (по этой причине их иногда называют а-приставками). Например, азот, кислород и сера обозначаются приставками аза-, окса- и тиа- соответственно. Если в цикле присутствует два одинаковых гетероатома, то это отражается в названии при помощи приставок ди-, три-, тетра- и т. д.
| Гетероатом   | Валентность | Приставка | Гетероатом    | Валентность | Приставка |
| ------------ | ----------- | --------- | ------------- | ----------- | --------- |
| Фтор (F)     | 1           | фтора-    | Мышьяк (As)   | 3           | арса-     |
| Хлор (Cl)    | 1           | хлора-    | Сурьма (Sb)   | 3           | стиба-    |
| Бром (Br)    | 1           | брома-    | Висмут (Bi)   | 3           | висма-    |
| Иод (I)      | 1           | иода-     | Кремний (Si)  | 4           | сила-     |
| Кислород (O) | 2           | окса-     | Германий (Ge) | 4           | герма-    |
| Сера (S)     | 2           | тиа-      | Олово (Sn)    | 4           | станна-   |
| Селен (Se)   | 2           | селена-   | Свинец (Pb)   | 4           | плюмба-   |
| Теллур (Te)  | 2           | теллура-  | Бор (B)       | 3           | бора-     |
| Азот (N)     | 3           | аза-      | Ртуть (Hg)    | 2           | меркура-  |
| Фосфор (P)   | 3           | фосфа-    |               |             |           |

Основа названия присваивается гетероциклу в зависимости от размера цикла, а также от содержащихся в нём гетероатомов: для азотсодержащих гетероциклов часто применяют отдельный набор основ. Для насыщенных и максимально ненасыщенных гетероциклов также применяют различные наборы основ. Также иногда применяются специальные основы для указания на частичную ненасыщенность гетероцикла. Например, насыщенные гетероциклы, не содержащие азота, получают основы:
- -иран (для трёхчленного цикла),
- -етан (для четырёхчленного цикла),
- -олан (для пятичленного цикла),
- -ан (для шестичленного цикла),
- -епан (для семичленного цикла),
- -окан (для восьмичленного цикла),
- -онан (для девятичленного цикла),
- -екан (для десятичленного цикла),

Примером использования различных основ при построении названий гетероциклических соединений могут служить насыщенные кислородсодержащие гетероциклы.

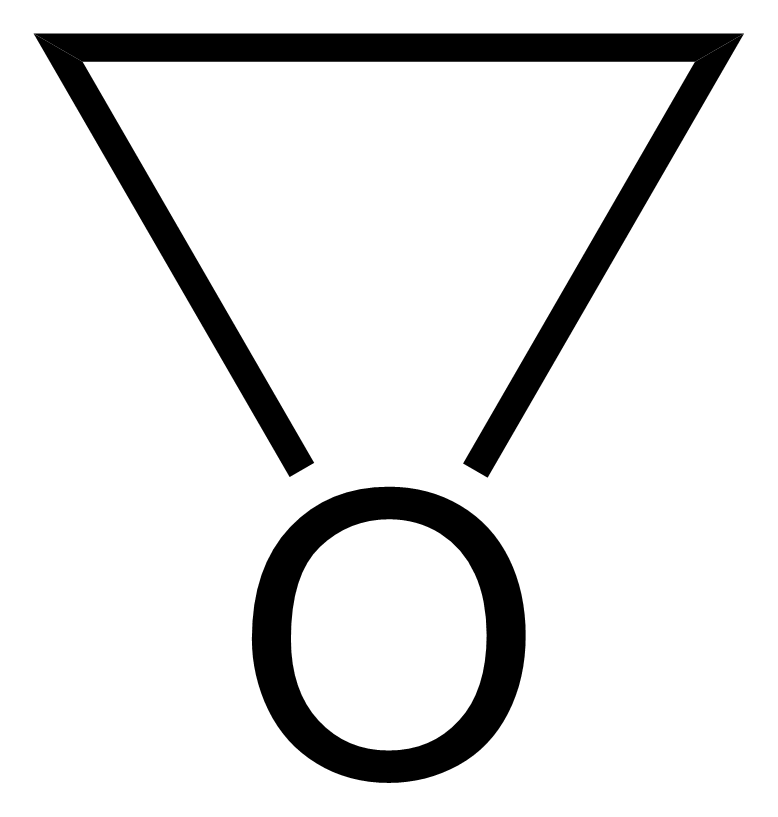
оксиран
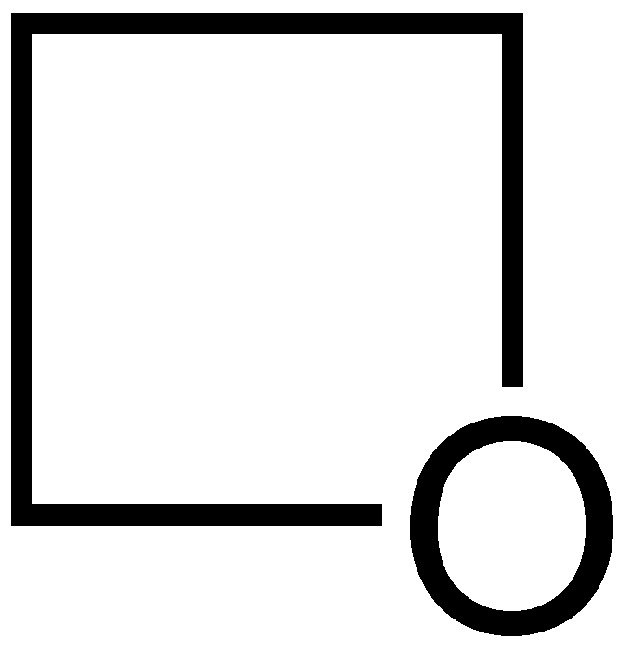
оксетан
оксолан (чаще: тетрагидрофуран)
оксан (чаще: тетрагидропиран)

## Заменительная номенклатура

Азабензол

Заменительная номенклатура (а-номенклатура) рассматривает гетероциклическое соединение как соответствующее карбоциклическое, в котором один или несколько атомов углерода замещены на гетероатомы. При таком рассмотрении гетероцикл получает название данного карбоцикла с приставками, называющими гетероатомы, и локантами (номерами), обозначающими их положение. Например, пиридин по данной номенклатуре называется азабензолом. Существует множество приставок для обозначения гетероатомов, некоторые из них употребляются также в номенклатуре Ганча — Видмана. В отличие от номенклатуры Ганча — Видмана, локанты по заменительной номенклатуре указываются перед каждой приставкой по отдельности, а не все вместе в начале названия.
Заменительная номенклатура более удобна для соединений, содержащих гетероциклы различных типов и, особенно, для сложных систем. Кроме того, она представляет собой более систематический подход к составлению названий, поскольку необходима лишь минимальная переработка уже существующих номенклатурных правил, применяемых к карбоциклам.
Данный тип номенклатуры также используется для составления названий гетероциклов с положительно заряженными гетероатомами. Отличие состоит в том, что приставки типа окса-, аза-, тиа- заменяются на оксониа-, азониа-, тиониа- и т. д. В названии эти приставки следуют непосредственно за приставками, обозначающими незаряженные гетероатомы (оксониа- после окса-, тиониа- после тиа- и т. д.).

## Составление сложных названий

### Номенклатура конденсированных гетероциклов
Многие гетероциклические соединения содержат два и более конденсированных циклических фрагментов, поэтому часто возникает необходимость в присвоении названия гетероциклам, для которых не принято тривиальное название. Для этих целей разработана номенклатура конденсированных гетероциклов, входящая в общую номенклатуру конденсированных циклических систем. Согласно рекомендациям этой номенклатуры, конденсированная гетероциклическая система разбивается на два или более составляющих гетероциклов и карбоциклов, каждая из частей получает отдельное название, после чего эти названия объединяются в название конденсированного гетероцикла с указанием мест сочленения циклов с указанием, в случае наличия, мостиковых атомов и групп.

#### Выбор основного цикла
Если конденсированное гетероциклическое соединение нельзя назвать принятым ИЮПАК тривиальным названием (например, индол), то его необходимо разбить на более мелкие составляющие и каждый компонент назвать по отдельности. При этом необходимо определить, какой из них является основным, а какой побочным: основной компонент обозначается в виде корня названия, а побочный — в виде приставки. Для определения основного цикла пользуются набором правил, которые последовательно, одно за другим, применяют к соединению, пока какое-либо не позволит различить основной и побочный цикл.
| Номер | Правило | Иллюстрация           |
| ----- | --- | --------------------- |
| 1     | Если в соединении есть только один цикл, содержащий атом азота, то этот цикл является основным.                                                                 | Иллюстрация правила 1 |
| 2     | Если в обоих циклах отсутствует атом азота, то основным является цикл, гетероатом которого старше (согласно таблице приставок из номенклатуры Ганча — Видмана). | Иллюстрация правила 2 |
| 3     | Если молекула состоит более чем из двух циклов, то основным считается компонент содержащий большее число циклов.                                                | Иллюстрация правила 3 |
| 4     | Если два цикла имеют разный размер, то основным считается цикл большего размера.                                                                                | Иллюстрация правила 4 |
| 5     | Если циклы имеют разное число гетероатомов, то основным считается цикл, для которого это число больше.                                                          | Иллюстрация правила 5 |
| 6     | Если циклы содержат одинаковое количество гетероатомов, то основным считается цикл с бо́льшим их разнообразием.                                                  | Иллюстрация правила 6 |
| 7     | Если циклы имеют разные гетероатомы, то цикл с бо́льшим порядковым номером гетероатомов является основным.                                                       | Иллюстрация правила 7 |
| 8     | Основным считается цикл, у которого гетероатомы имеют наименьшие локанты (до объединения).                                                                      | Иллюстрация правила 8 |

#### Составление названия
Название цикла, который выбран основным, становится корнем нового названия, а название побочного цикла — приставкой. Приставка образуется путём добавления гласной -о к названию побочного гетероцикла, например, пиразин становится пиразино-. Существуют исключения, для которых приставка образуется с сокращением названия:
- изохинолин → изохино-;
- имидазол → имидазо-;
- пиридин → пиридо-;
- тиофен → тиено-;
- фуран → фуро-;
- хинолин → хино-.

Между приставкой и корнем записываются стороны, которыми соединены два цикла. Для этого стороны основного гетероцикла обозначаются латинскими буквами a, b, c, d и т. д. (начиная со стороны, обычно нумеруемой как 1,2-), а стороны второго компонента нумеруются обычным способом — локантами образующих атомов (например, 1,2-, 2,3- и т. д.). Соединённые стороны записываются в квадратных скобках через дефис, причём нумерация стороны побочного гетероцикла записывается именно в том порядке, в котором её атомы встречаются в основном гетероцикле. Так, в приведённом примере нумерация указывается записью 3,2-, а не 2,3-, поскольку при движении по атомам основного гетероцикла (фурана) от первого к пятому сначала встречается третий атом тиофенового цикла, а лишь потом второй.
Аналогичным образом составляются и названия пери-конденсированных гетероциклических систем (в отличие от орто-конденсированных гетероциклов, циклы в пери-конденсированном гетероциклическом соединении имеют более чем одну общую сторону). В данном случае необходимо перечисление всех атомов и сторон сочленения в том порядке, в котором они встречаются при обходе основного цикла.

#### Нумерация конденсированного гетероцикла

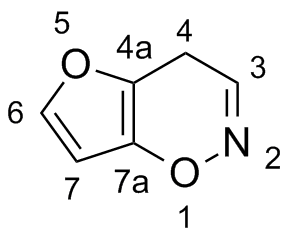
Нумерация в молекуле 4H-фуро[2,3-e]-1,2-оксазина

После составления названия конденсированный гетероцикл нумеруется заново как целое соединение. Обычно нумерация начинается с атома, соседнего с местом сочленения циклов, но так, чтобы гетероатом получил наименьший номер. В неопределённых случаях наименьший номер следует присваивать более старшему гетероатому, то есть такому, который находится выше в таблице приставок по номенклатуре Ганча — Видмана. Атомам углерода, принадлежащим двум циклам, присваиваются номера с индексом а.

### Номенклатура гетероциклических спиросоединений
Гетероциклические спиросоединения, которые состоят из двух моноциклических частей, называют, добавляя к названиям соответствующих карбоциклических спиросоединений а-приставки, используемые в заменительной номенклатуре. При этом названия карбоциклических спиросоединений составляются по обычным правилам: вещество получает название по числу атомов углерода в обоих циклах с добавлением приставки спиро- и указания числа атомов углерода в каждом цикле (не считая спироатома) в квадратных скобках, например, спиро[4,5]декан. Нумерацию гетероцикла проводят как обычно в случае спиросоединений, но так, чтобы гетероатом по возможности получил наименьший номер. Соответственно, гетероциклический аналог в данном случае получит название 1-оксаспиро[4,5]декан.
Если гетероциклическое спиросоединение состоит из более сложных спиросочленённых компонентов, то названия этих компонентов заключаются в алфавитном порядке в квадратные скобки, а перед скобками помещается приставка спиро-. Положение спироатома указывается при помощи локантов между названиями компонентов спиросистемы.
Возможен также другой вариант, при использовании которого больший фрагмент молекулы называется первым, затем идёт фрагмент -spiro- и название второго циклического фрагмента. При необходимости с двух сторон фрагмента -спиро- располагаются локанты, указывающие положение спироатома.

### Номенклатура гетероциклических ансамблей
Ансамбли одинаковых гетероциклов называют, помещая умножающую приставку би-, три-, тетра- перед названием гетероцикла или радикала. Нумеруется такая система так же, как и соответствующий гетероцикл, причём первый компонент ансамбля нумеруется цифрами без штрихов, второй — с одним штрихом, третий — с двумя штрихами и т. д. Места соединения циклов указываются при помощи цифровых локантов. Остальные структурные особенности указываются аналогично, как углеводородных ансамблей.

### Номенклатура гетеромостиков

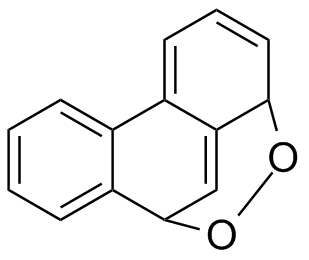
Структура 1,9-дигидро-1,9-эпидиоксифенантрена

Гетеромостики в циклических соединения могут быть обозначены при помощи специальных приставок, начинающихся на эпи- и содержащих указание на радикал, из которого состоит мостик. Таким образом, мостиковый кислород -O- обозначается приставкой эпокси-, мостик -O-O- — приставкой эпидиокси-, мостиковые сера -S- и азот -N- — приставками эпитио- и эпиимино- соответственно. Аналогичные приставки разработаны и для ряда других гетеромостиков. Расположение гетеромостика указывают при помощи двух локантов перед приставками эпи-. Особенностью данных приставок является то, что они неотделимы от корня названия (как и приставки типа дигидро-), поэтому не подчиняются общим правилам расположения приставок в алфавитном порядке.

## Нумерация атомов гетероциклов

### Простейшие случаи

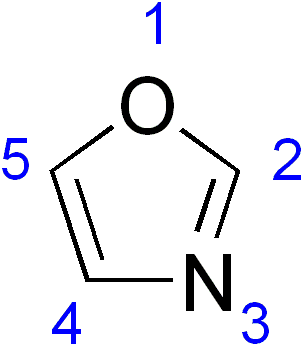
Нумерация атомов в цикле оксазола

Нумерация атомов в моноциклических соединениях определяется положением гетероатома: он всегда получает первый номер. При наличии нескольких одинаковых гетероатомов нумерацию цикла проводят, начиная с одного из них, таким образом, чтобы получить наименьший набор локантов. Если гетероцикл содержит различные гетероатомы, то нумерация начинается с более старшего гетероатома, то есть гетероатома, находящегося выше в таблице приставок. Как и в предыдущем случае, из возможных вариантов нумерации выбирают тот, который даёт всем гетероатомам наименьший набор локантов.

### Правила ориентации
Нумерация конденсированных гетероциклических систем является более сложной задачей. В данном случае перед нумерацией необходимо правильно ориентировать молекулу гетероцикла, иначе будет невозможно пронумеровать атомы однозначным образом. Правила ориентации гетероциклических систем полностью совпадают с таковыми для карбоциклических соединений.
При ориентации молекулы соединения её можно вращать в плоскости изображения, а также переворачивать как страницу книги. При этом предпочтительная ориентация устанавливается набором правил, которые необходимо применять в порядке очерёдности до тех пор, пока не будет принято однозначное решение. В первую очередь, структурную формулу стараются расположить так, чтобы в горизонтальном ряду оказалось максимальное количество колец. Затем, формулу ориентируют так, чтобы в верхнем правом квадранте оказалось наибольшее число циклов. При этом для большей наглядности применяют рассечение горизонтальной и вертикальной осями. Эти оси проводится через середины горизонтального ряда циклов, определённого в первом правиле. Если какое-либо кольцо оказывается рассечённым одной или двумя осями, оно учитывается как две половины либо четыре четверти. Например, на иллюстрации к правилу 3 для обеих формул в правом верхнем квадранте находится 1,75 кольца. Если предыдущие правила не дали однозначного ответа на вопрос о нужной ориентации, цикл ориентируют так, чтобы в нижнем левом квадранте находилось минимальное количество колец. Наконец, последнее правило гласит, что предпочтительной является ориентация, в которой максимальное количество колец находится выше горизонтального ряда.
| Номер | Правило                                              | Иллюстрация           |
| ----- | ---------------------------------------------------- | --------------------- |
| 1     | Максимальное число колец в горизонтальном ряду.      | Иллюстрация правила 1 |
| 2     | Максимальное число колец в верхнем правом квадранте. | Иллюстрация правила 2 |
| 3     | Минимальное число колец в нижнем левом квадранте.    | Иллюстрация правила 3 |
| 4     | Максимальное число колец выше горизонтального ряда.  | Иллюстрация правила 4 |

### Периферическая нумерация
Нумерация периферических атомов правильно ориентированной гетероциклической системы начинается с самого верхнего кольца, а если таких колец несколько, то с самого правого из них. Первый номер присваивается атому этого цикла, соседнему с местом сочленения циклов и находящемуся в крайнем положении против часовой стрелки. Нумерация проводится по часовой стрелке по периметру всей системы. Углеродные атомы, включённые в два и более циклов, не получают собственного номера, а нумеруются так же, как и предыдущий пронумерованный атом, с добавлением буквы a, b, c и т. д.

### Внутренняя нумерация
Гетероатомы, которые находятся не на периферии молекулы, нумеруют, продолжая числовую последовательность, установленную в периферической нумерации. При этом первым нумеруется гетероатом, который находится ближе к периферическому атому с наименьшим номером. Внутренние углеродные атомы получают такие же локанты, как и ближайшие к ним периферические атомы, но с верхним индексом, обозначающим число связей между соответствующими внутренним и периферическим атомами. Если имеется выбор, то внутреннему атому углерода присваивается наименьший локант из возможных.

## Номенклатура гетероциклических радикалов
Названия одновалентных гетероциклических радикалов образуются от названий соответствующих гетероциклических соединений путём добавления суффикса -ил, например, индолил, триазолил. Тем не менее для этого правила сохраняются некоторые исключения:
- изохинолин → изохинолил;
- пиперидин → пиперидил;
- пиридин → пиридил;
- тиофен → тиенил;
- фуран → фурил;
- хинолин → хинолил.

В качестве исключения, названия пиперидино и морфолино предпочтительны, по сравнению с 1-пиперидил и 4-морфолинил.
Названия двухвалентных радикалов образуются путём аналогичного добавления суффикса -иден. Для образования названий многовалентных радикалов используются суффиксы -диил, -триил, прибавляемые к названию соединения.
Названия радикалов, производных от гетероциклических спиросоединений называются по общим правилам с добавлением суффиксов -ил, -диил и т. д.

## Номенклатура гетероциклических анионов
Простейщий способ составления названия гетероциклического аниона заключается в добавлении к названию соответствующего радикала слова -анион (например, имидазолил-анион). Такая номенклатура удобна, если рассматриваются анионы сами по себе как индивидуальные частицы. В других случаях можно применить правила, аналогичные тем, которые применяются для составления названий радикалов. Если гетероциклический анион можно получить путём отрыва протона (протонов) от некоторого гетероцикла, то к названию данного гетероцикла добавляется суффикс -ид (-диид — при отрыве двух протонов и т. д.), и место отрыва протона обозначается локантом, например, имидазол-1-ид. Из полученного названия полностью ненасыщенного гетероциклического аниона можно составить название его частично или полностью гидрированного аналога.
Иногда анионы гетероциклов образуются при отщеплении протона не от атома цикла, а от заместителя в цикле, например, от карбоксильной, гидроксильной, тиольной или аминогруппы. В данном случае, названия формируются по общим правилам для соответствующих классов соединений с использованием суффиксов -карбоксилат, -олят, -тиолят и -аминил (-аминид).

## Номенклатура гетероциклических катионов
По аналогии с анионами, химия гетероциклов имеет дело с гетероциклическими катионами, в которых положительный заряд находится не только на атомах цикла, но и на атомах заместителей. Соответственно, применяются различные типы номенклатуры.
Катионы, которые получаются при формальном присоединении протона к гетероатому цикла, называют путём добавления к названию гетероцикла суффикса -ий с локантом. В очевидных случаях локант необязателен (1,4-диоксаний, пиридиний). Аналогичным образом называются и катионы, полученные присоединением протона к боковой функциональной группы (-амидий, -имидий, -нитрилий, -аминий).
Катионы, полученные формальным отщеплением гидрид-иона H- от гетероциклического соединения, называются при помощи суффикса -илий (фуран-2-илий).
Гетероциклические катионы с зарядом на гетероатоме можно называть по заменительной номенклатуре, заменяя приставки типа окса-, аза-, тиа- на оксониа-, азониа-, тиониа- и т. д.

## Номенклатура гетероциклических цвиттер-ионов
Если катионный и анионный центр находятся в одной молекуле, то такая структура называется цвиттер-ионом. Если оба этих центры находятся в одном родоначальном гетероцикле, то к названию этого гетероцикла добавляют описанные выше суффиксы, характерные для названий катионов и анионов, причём анионные суффиксы помещаются после катионных. Если один из ионных центров находится на боковом заместителе, обозначаемом при помощи суффикса, то в этом случае также используются подходящие суффиксы, как описано выше.

## Обозначенный водород

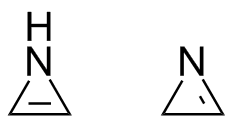
1H-азирин и 2H-азирин

В случае некоторых гетероциклических соединений, содержащих максимальное количество двойных связей, расположение этих связей может быть различным. По этой причине для циклов с одинаковыми гетероатомами и одинакового размера могут существовать изомеры, различающиеся положением двойных связей. Для различения таких изомеров была введена концепция обозначенного водорода, в рамках которой атом цикла, не включённый в систему двойных связей, то есть содержащий «лишний» водород, обозначается приставкой H- с локантом, соответствующим положению этого атома. Например, для азирина существует два изомера с разным расположением двойной связи: если в двойную связь не включён атом азота (в соответствии с нумерацией цикла, имеющий локант 1), то такой азирин обозначается 1H-азирином. Соответственно, азирин, в котором в двойную связь не включён атом углерода, называется 2H-азирином.
При нумерации атомов цикла обозначенный водород должен получить по возможности наименьший номер: в этом он имеет преимущество перед старшей функциональной группой или радикальной валентностью.

## λ-Обозначения
Гетероатомы в гетероциклических соединениях могут иметь различные валентности, например, фосфор может быть как трёхвалентным, так и пятивалентным. При этом наиболее часто встречающиеся в органических соединениях валентности считаются стандартными. Все другие валентности называются нестандартными и требуют особого обозначения в названиях. Гетероатомы в нестандартных валентностях обозначают при помощи символа λ-, указывая при нём значение его валентности, то есть число связей, которыми гетероатом связан с другими атомами.
| Валентность | Атомы               |
| ----------- | ------------------- |
| 4           | C, Si, Ge, Sn, Pb   |
| 3           | B, N, P, As, Sb, Bi |
| 2           | O, S, Se, Te, Po    |
| 1           | F, Cl, Br, I, At    |

Символ λ располагается перед названием гетероцикла, непосредственно за локантом соответствующего гетероатома. Если в стандартном написании локанты не употребляются, то необходимый локант можно указать перед названием. В названиях конденсированных гетероциклических соединенией символ λ устанавливается для целой системы, а не для отдельных компонентов.
λ-Обозначения являются универсальной системой обозначения нестандартных валентностей в химической номенклатуре и применяются не только к гетероциклическим соединениям.

## Комментарии
1. ↑  В последних редакциях правил таких названий осталось 45, однако число 47 приводится в различных пособиях по номенклатуре и химии гетероциклических соединений.
2. ↑  В различных источниках английское слово stem, обозначающее эту часть названия соединения, передаётся русскими аналогами основа, корень либо суффикс. Вероятно, это связано с различиями в морфологии русских и английских слов. В своей книге Рамш высказывает мнение, что stem неверно рассматривать как основу, поскольку stem состоит из корня, обозначающего размер цикла, и суффикса, обозначающего его степень ненасыщенности, в то время как в основу слова в русском языке входит ещё и приставка.
3. ↑  Основной гетероцикл показан на рисунке синим цветом.
4. ↑  В данном случае имеется в виду такой способ сравнения наборов локантов, при котором эти наборы записываются в порядке увеличения их членов, а затем проводится попарное их сравнение. Меньшим набором считается тот, у которого первый отличающийся член меньше. Иногда ошибочно считается, что необходимо сравнивать суммы наборов локантов.
5. ↑  Предпочтительная ориентация показана на рисунке синим цветом.